# Original Film
Original Film é uma produtora de filmes americana fundada por Neal H. Moritz. Os filmes mais notáveis que a empresa produziu são a franquia Fast & Furious.

## Filmografia
Filmes
- Reason Thirteen  (1998)
- The Rat Pack  (1998, telefilme)
- Urban Legend  (1999)
- Cruel Intentions  (1999)
- Held Up  (2000)
- Cabin by the Lake  (2000, telefilme)
- The Skulls  (2000)
- Urban Legends: Final Cut  (2000)
- Cruel Intentions 2  (2000)
- Shotgun Love Dolls  (2001, telefilme)
- Saving Silverman  (2001)
- The Fast and the Furious  (2001)
- Class Warfare  (2001, telefilme)
- Return to Cabin by the Lake  (2001, Telefilme)
- Soul Survivors  (2001)
- The Glass House  (2001)
- Not Another Teen Movie  (2001)
- Slackers  (2002)
- The Skulls II  (2002)
- XXX  (2002)
- Sweet Home Alabama  (2002)
- Vegas Dick  (2003, telefilme)
- Static  (2003, curta-metragem)
- 2 Fast 2 Furious  (2003)
- S.W.A.T. (2003)
- Out of Time  (2003)
- Torque  (2004)
- The Skulls III  (2004)
- Cruel Intentions 3  (2004)
- XXX: State of the Union  (2005)
- Devour  (2005)
- Stealth  (2005)
- The Fast and the Furious: Tokyo Drift  (2006)
- Click (2006)
- I'll Always Know What You Did Last Summer  (2006)
- Gridiron Gang  (2006)
- Evan Almighty  (2007)
- I Am Legend  (2007)
- Vantage Point  (2008)
- Prom Night  (2008)
- Made of Honor  (2008)
- SIS  (2008, Telefilme)
- Fast & Furious  (2009)
- The Bounty Hunter  (2010)
- The Green Hornet  (2011)
- S.W.A.T.: Firefight  (2011)
- Battle: Los Angeles  (2011)
- Fast Five  (2011)
- The Change-Up  (2011)
- 21 Jump Street  (2012)
- Total Recall  (2012)
- Jack the Giant Slayer  (2013)
- Dead Man Down  (2013)
- Fast & Furious 6  (2013)
- R.I.P.D.  (2013)
- 22 Jump Street  (2014)
- Furious 7  (2015)
- Passengers  (2016)
- The Fate of the Furious  (2017)
- S.W.A.T.: Under Siege  (2017)
- Goosebumps 2: Haunted Halloween  (2018)
- Hunter Killer  (2018)
- Escape Room  (2019)
- The Art of Racing in the Rain  (2019)
- Bloodshot  (2020)
- Sonic the Hedgehog  (2020)
- Spenser Confidential  (2020)
- Overnight  (TBA)

### Séries de televisão
- Shasta McNasty  (1999—2000)
- Tru Calling  (2003—2008)
- Point Pleasant  (2005)
- Prison Break  (2005—2009, 2017—presente)
- The Big C  (2010—2013)
- Save Me  (2013)
- Preacher  (2016—2019)
- S.W.A.T.  (2017—presente)
- Happy!  (2017—2019)
- The Boys  (2019—presente)
- Fast & Furious: Spy Racers  (2019)